# Стави Запорізької області
Стави Запорізької області — стави, які розташовані на території Запорізької області (в адміністративних районах і басейнах річок).
На території Запорізької області налічується 1174 ставки, загальною площею 9235 га, об’ємом 159,8 млн. м³.

## Загальна характеристика
Територія Запорізької області становить 27,2 тис. км² (4,5 % території України). 
Вона розташована в межах басейну Дніпра (51 %) та річок Приазов’я (49 %).
Територія області поділена лінією вододілу, яка йде із сходу на захід, практично рівно між басейном Дніпра і басейнами річок Приазов’я. 
Гідрографічна мережа Запорізької області включає одну велику річку – Дніпро (153 км в межах області) та середні річки (притоки Дніпра) – Гайчур  та Конку, а також р. Молочна, що впадає в Молочний лиман (озеро Молочне) Азовського моря.
Найбільше ставків знаходиться на території Гуляйпільського (184 шт.), Новомиколаївського (138 шт.), Вільнянського (137 шт.) районів. Три чверті всіх ставків області споруджено на річках району річкового басейну Дніпра. 
На умовах оренди використовуються  25% ставків області.

## Наявність ставків у межах адміністративно-територіальних районів та міст обласного підпорядкування Запорізької області[1]
| Район, місто                                  | Кількість ставків, шт. | Площа ставків, га | Об'єм ставків, млн м³ | В оренді, шт. | В оренді, га |  |
| --------------------------------------------- | ---------------------- | ----------------- | --------------------- | ------------- | ------------ |  |
| Бердянський (в т.ч. м. Бердянськ)*            | 62                     | 460               | 10,0                  | 22            | 320          |  |
| Василівський                                  | 40                     | 450               | 8,2                   | 10            | 190          |  |
| Великобілозерський                            | 8                      | 60                | 0,9                   | 1             | 3            |  |
| Веселівський                                  | 7                      | 160               | 2,1                   | 2             | 12           |  |
| Вільнянський                                  | 137                    | 790               | 12,9                  | 68            | 470          |  |
| Гуляйпільський                                | 184                    | 840               | 14,0                  | 30            | 250          |  |
| Запорізький (в т.ч. м. Запоріжжя)             | 114                    | 1850              | 26,5                  | 30            | 470          |  |
| Кам'янсько-Дніпровський (в т.ч. м. Енергодар) | 12                     | 260               | 6,8                   | -**           | -            |  |
| Куйбишевський                                 | 77                     | 440               | 12,8                  | 22            | 250          |  |
| Мелітопольський (в т.ч. м. Мелітополь)        | 25                     | 160               | 1,3                   | 4             | 40           |  |
| Михайлівський                                 | 12                     | 50                | 0,8                   | 1             | 10           |  |
| Новомиколаївський                             | 138                    | 830               | 12,7                  | 18            | 220          |  |
| Оріхівський                                   | 91                     | 580               | 9,5                   | 10            | 90           |  |
| Пологівський                                  | 88                     | 460               | 7,8                   | 30            | 240          |  |
| Приазовський                                  | 26                     | 370               | 4,7                   | 2             | 20           |  |
| Приморський                                   | 19                     | 260               | 7,4                   | 12            | 130          |  |
| Розівський                                    | 30                     | 190               | 3,6                   | 8             | 73           |  |
| Токмацький (в т.ч. м. Токмак)                 | 30                     | 170               | 3,2                   | 3             | 24           |  |
| Чернігівський                                 | 57                     | 420               | 9,2                   | 17            | 181          |  |
| Якимівський                                   | 17                     | 435               | 5,4                   | 6             | 120          |  |
| Разом                                         | 1174                   | 9235              | 159,8                 | 296           | 3113         |  |

Примітки: -* - дані про наявність ставків на території міст обласного підпорядкування внесено до відповідних адміністративних районів; 
	-*** - немає ставків, переданих в оренду.

## Наявність ставків у межах основнихрайонів річкових басейнівна території Запорізької області[1]
| Район річкового басейну | Кількість ставків, шт. | Площа ставків, га | Об'єм ставків, млн м³ | В оренді, шт. | В оренді, га |
| ----------------------- | ---------------------- | ----------------- | --------------------- | ------------- | ------------ |
| Дніпра                  | 881                    | 6570              | 109,3                 | 218           | 2500         |
| Річки Приазов’я, у т.ч. | 293                    | 2665              | 50,5                  | 78            | 613          |
| р. Кальміус             | 3                      | 20                | 0,6                   | 2             | 20           |
| р. Молочна              | 101                    | 650               | 12,6                  | 29            | 280          |
| Разом                   | 1174                   | 9235              | 159,8                 | 296           | 3113         |

У Запорізькій області в районі річкового басейну Дніпра знаходиться переважна більшість ставків (75 %), в басейнах річок Приазов'я - 25 %.